# Anja Garbarek
Anja Garbarek (née le 24 juillet 1970) est une chanteuse norvégienne.  Elle est la fille unique du saxophoniste de jazz Jan Garbarek et a grandi près d'Oslo. Elle est mariée à John Mallison, avec qui elle a eu une fille.

## Biographie
Elle est parfois comparée à Björk avec qui elle a en commun l'audace et l'originalité des arrangements. Une des particularités d'Anja Garbarek est la superposition de sa voix diaphane avec des textes parfois assez sombres, et surtout un  arrangement complexe et très travaillé.
Son père Jan Garbarek intervient dans ses albums pour l'arrangement ou en tant que saxophoniste, par exemple au saxophone baryton dans Briefly Shaking.
Elle a composé la bande originale du film de Luc Besson Angel-A.
Elle a reçu en 2001 le Spellemannprisen pour son album Smiling and waving.

## Discographie
- Velkommen inn (Welcome in) (1992)
- Balloon Mood (1996)
- Smiling & Waving (2001)
- Briefly Shaking (2005)
- The Road Is Just A Surface (2018)

### avecSatyricon
- Volcano - (2002) (voix sur 4 titres : Angstridden, Mental Mercury, Live Through Me et Black Lava)